# Common Dreads
Common Dreads is het tweede volwaardige studioalbum van de Engelse band Enter Shikari. Het album kwam uit op 15 juni 2009.
Het nummer Antwerpen kwam uit voordat het album uitgebracht werd en kon gratis worden gedownload op de website van de band. De eerste single van het album was Juggernauts, waar ook een videoclip van werd gemaakt. Op 17 augustus kwam de tweede single uit, namelijk No Sleep Tonight.

## Tracklist
1. Common Dreads - 2:08
2. Solidarity - 3:16
3. Step Up - 4:40
4. Juggernauts - 4:44
5. Wall - 4:29
6. Zzzonked - 3:27
7. Havoc A - 1:40
8. No Sleep Tonight - 4:16
9. Gap In The Fence - 4:07
10. Havoc B - 2:52
11. Antwerpen - 3:15
12. The Jester - 3:55
13. Halcyon - 0:42
14. Hectic - 3:17
15. Fanfare for the Conscious Man - 3:45

## Medewerkers
- Roughton "Rou" Reynolds - zang, elektronica, tekst, aanvullende gitaar, trompet, trombone, bongo's, piano, kerkorgel
- Liam "Rory" Clewlow - gitaar, zang, bongo's
- Chris Batten - basgitaar, zang
- Rob Rolfe - drums en andere percussie.
- Andy Gray - aanvullende zang op Hectic
- Dan Weller - stemmechaniek op Zzzonked.